# Виблиц-Эферсдорф
Виблиц-Эферсдорф (нем. Wieblitz-Eversdorf) — упразднённая община в Германии в земле Саксония-Анхальт, район Зальцведель. После упразднения вошла в состав города Зальцведель.
Община Виблиц образована 1 июля 1950 года объединением общин Гросс Виблиц и Кляйн Виблиц. 1 августа 1972 года общины Виблиц и Эферсдорф были объединены в общину Виблиц-Эферсдорф. Виблиц-Эферсдорф входила в объединёную общину Зальцведель-Ланд.
C 1 января 2011 года в рамках муниципальной реформы община Виблиц-Эферсдорф была упразднена и вошла в состав города Зальцведель. Население на момент объединения составляло 290 человек, площадь 9,89 км².